# Nikao Field
Nikao Field – stadion piłkarski w Avarua na Wyspach Cooka. Swoje mecze rozgrywa na nim drużyna piłkarska Nikao Sokattack FC. Stadion może pomieścić 1000 widzów.